# Dokuzparinskij rajon
Il Dokuzparinskij rajon (in russo Докузпаринский район?) è un distretto municipale del Daghestan, situato nel Caucaso.